# Pierre-Buffière
Pierre-Buffière är en kommun i departementet Haute-Vienne i regionen Nouvelle-Aquitaine i västra Frankrike. Kommunen ligger i kantonen Pierre-Buffière som tillhör arrondissementet Limoges. År 2022 hade Pierre-Buffière 1 147 invånare.

## Befolkningsutveckling
Antalet invånare i kommunen Pierre-Buffière
| Referens: INSEE |